# Johann Ruysch

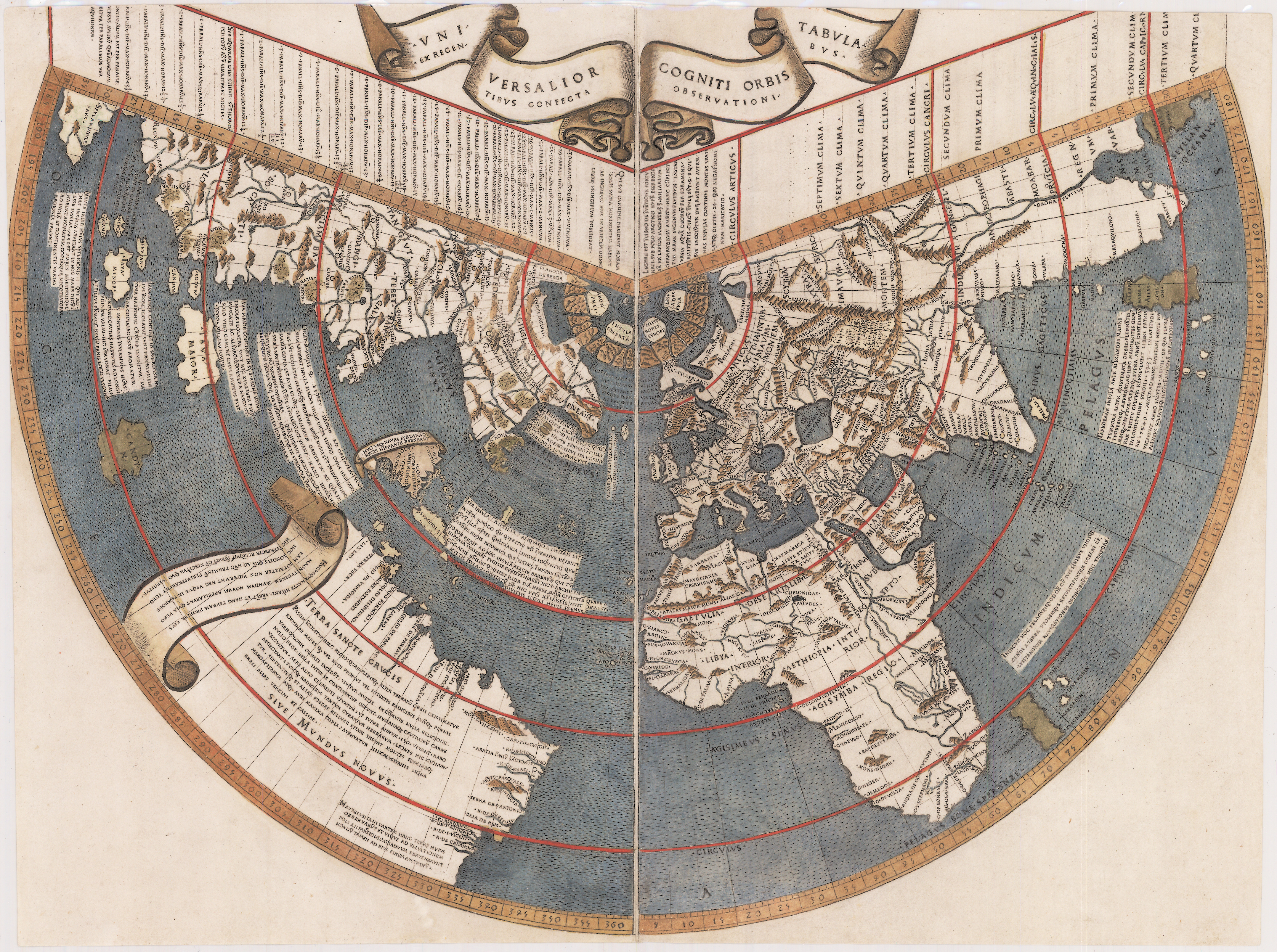
Planisferio de Ruysch, 1507.

Johann Ruysch o Johannes Ruysch (c. 1460-1533) fue un cartógrafo de origen flamenco activo en Roma en 1507, donde publicó uno de los más importantes planisferios de comienzos del siglo XVI, el segundo mapa impreso en el que se recogía información del Nuevo Mundo. 

## Biografía
Apenas se dispone de datos ciertos de su vida. Se piensa que pudiera ser originario de Utrecht, aunque también se ha presumido que pudiera haber nacido en Amberes, mientras otras fuentes lo hacen alemán. Es probable que acompañase a alguna de las expediciones inglesas a Terranova, apuntándose como más probable la realizada por Juan Cabot en 1497. Dado el elevado número de topónimos portugueses que emplea en su planisferio, hubo de tener contacto también con marinos de esa nación, posiblemente en el puerto de Bristol. 
Hacia 1505 ingresó, al parecer, en el monasterio benedictino de San Martín en Colonia como sacerdote secular. Poco más tarde se ele encuentra en Roma, donde el papa Julio II le hizo dispensa de sus funciones sacerdotales. La aparición en Roma de su célebre planisferio en 1507 ha llevado a identificarlo con el flamenco de nombre Johann citado entre los pintores que participan en 1508 y 1509 en las decoraciones de la Stanza della Segnatura.
De Roma pasó a la corte de Portugal, donde trabajó como cartógrafo y astrónomo al servicio de Manuel I. 
En fecha indeterminada retornó al monasterio de San Martín, enfermo de tuberculosis, pero con fuerzas para pintar al fresco en una de sus bóvedas los meses, las fases de la luna y las constelaciones, en un mural actualmente perdido. Allí murió de edad avanzada, hacia 1533, en una pequeña celda situada junto a la biblioteca del monasterio.  

## Planisferio de Ruysch
El planisferio de Ruysch dibujado hacia 1507 es uno de los primeros en poner al día el mapa de Ptolomeo y el que mayor impacto iba a tener sobre las percepciones geográficas de los europeos al difundirse en miles de copias acompañando una edición actualizada de la Geographia de Ptolomeo.
Se trata de una estampa calcográfica impresa en pliego de 40,5 × 53,5 centímetros. El título completo aparece indicado en una banderola: Universalior Cogniti Orbis Tabula, Ex recentibus confecta observationibus (Carta de todo el orbe  conocido, realizada a partir de descubrimientos recientes).
Como el planisferio de Contarini, del que podría derivar, utiliza una proyección cónica, donde los  paralelos son círculos concéntricos y los meridianos líneas originadas en el polo Norte. El meridiano cero divide las dos hojas y atraviesa las islas Canarias.
Los topónimos portugueses sugieren que Ruysch habría utilizado fuentes de ese origen, lo que se ve reforzado por otros detalles, como la presencia de Taprobana (Sumatra) y Madagascar  o los numerosos detalles que figuran en la India  con otras tierras exploradas por marinos portugueses.